# Phil Bourque
Pour les articles homonymes, voir Bourque.
Philippe Raymond Bourque (né le 8 juin 1962 à Chelmsford dans le Massachusetts aux États-Unis) est un joueur professionnel de hockey sur glace. Défenseur de carrière, il remporte à deux reprises la Coupe Stanley de la Ligue nationale de hockey avec les Penguins de Pittsburgh en 1991 et 1992 aux côtés de Mario Lemieux, Ron Francis, Kevin Stevens, Tom Barrasso ou encore Ulf Samuelsson. Depuis 2003, il commente les matchs des Penguins.

## Carrière

### Ses débuts dans les ligues mineures
Bourque commence sa carrière en tant que junior dans la Ligue de hockey de l'Ontario avec les Canadians de Kingston — aujourd'hui Frontenacs de Kingston — en 1980-1981. Il ne suit pas le parcours classique des joueurs de hockey souhaitant faire carrière en Amérique du Nord : il ne passe pas par un repêchage mais signe directement un contrat avec les Penguins de Pittsburgh de la Ligue nationale de hockey (également désignée par le sigle LNH) en tant qu'agent libre le 4 octobre 1982.
Il commence sa carrière professionnelle en jouant la saison 1982-1983 avec l'équipe de la Ligue américaine de hockey de Baltimore affiliée aux Penguins : les Skipjacks de Baltimore. Il joue pendant trois saisons avec la franchise de la LAH, faisant tout de même ses débuts dans la LNH en jouant cinq matchs avec les Penguins en saison 1983-1984. Il doit sa sélection à la volonté de la direction de la franchise de Pittsburgh de pouvoir choisir en premier lors du repêchage d'entrée de 1984. En effet, le jeune Mario Lemieux se présente pour le repêchage et les Penguins veulent à tout prix le récupérer. Ils vont ainsi « saboter » leur saison en faisant tourner un maximum l'effectif pour récolter le moins de points possibles et ainsi choisir en premier. Il inscrit un point sur une passe décisive.
En saison 1984-1985, il accède avec son équipe en finale de la Coupe Calder mais ils sont éliminés par les Canadiens de Sherbrooke 4 matchs à 2. En septembre 1987, Bourque rejoint la nouvelle franchise affiliée aux Penguins mais cette fois dans la Ligue internationale de hockey ; il joue alors pour les Lumberjacks de Muskegon.
Bourque prend de plus en plus de l'envergure et, déjà auteur de 22 matchs dans la LNH au cours de la saison précédente, il réalise alors une très bonne saison 1987-1988. Il est ainsi nommé dans l'équipe des meilleurs joueurs et reçoit même le titre de meilleur défenseur de la saison, le trophée des gouverneurs — trophée connu par la suite sous le nom de trophée Larry-D.-Gordon.

### Les débuts dans la LNH
Titulaire pour une vingtaine de matchs encore en 1987-1988 dans la LNH, Bourque gagne sa place au sein de l'effectif des Penguins pour la saison 1988-1989. Il marque 17 buts au cours de la saison régulière et joue la globalité des matchs. Cette année-là, les Penguins participent pour la première fois depuis la saison 1981-1982 de la LNH aux séries éliminatoires, Lemieux finissant la saison régulière avec 199 points. Les Penguins perdent au second tour contre les Flyers de Philadelphie en sept matchs après avoir éliminés les Rangers de New York au premier tour en 4 matchs secs. Bourque est mis en avant par un trophée interne des Penguins en étant le candidat de l'équipe pour le trophée Bill-Masterton, en anglais « Bill Masterton Memorial Trophy ». Ce trophée est remis par la LNH au joueur de ayant démontré le plus de qualité de persévérance et d'esprit d'équipe. La presse de Pittsburgh décide par vote quel joueur des Penguins est nommé pour représenter l'équipe. Le trophée interne porte le nom de « Masterton Nominee - Comeback Player Award ».

### Les Coupes Stanley

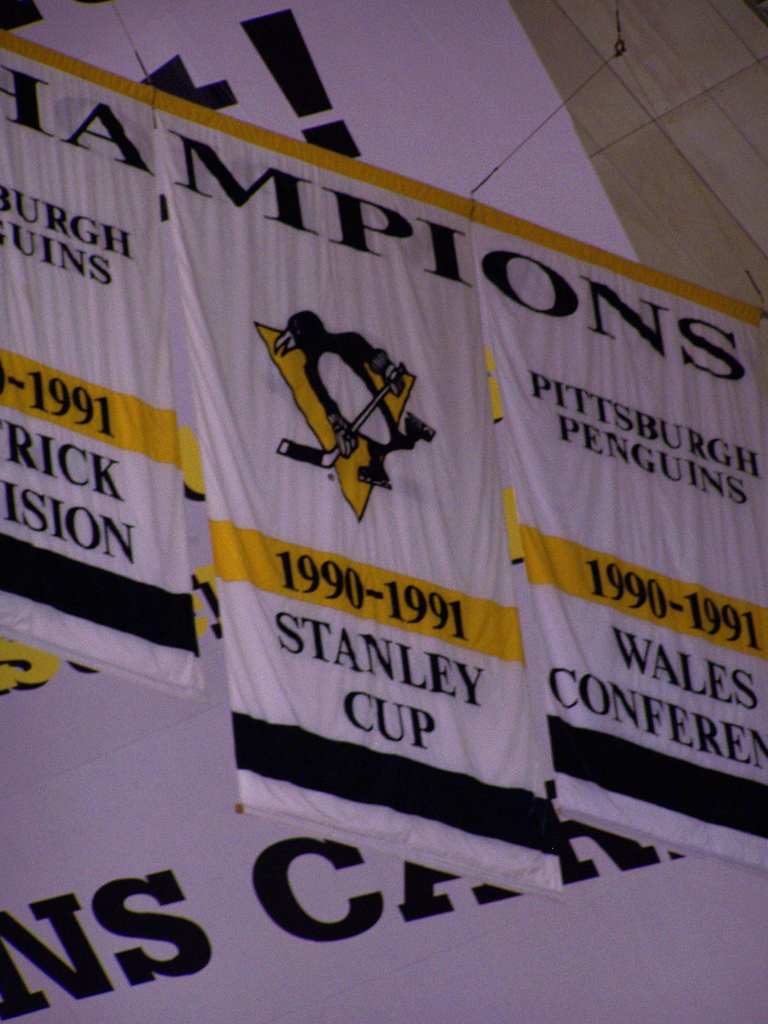
Les bannières accrochées dans le Mellon Arena et commémorant les titres de 1991.

Il réalise alors deux très bonnes saisons avec les Penguins en 1989-1990 et 1990-1991, inscrivant plus de 20 buts lors des deux saisons. Lors de cette seconde saison, il aide son équipe à remporter la première Coupe Stanley de son histoire en éliminant les North Stars du Minnesota en finale 4 matchs à 2. Il termine ainsi meilleur buteur des défenseurs de l'équipe avec 6 buts et a également à son actif des passes décisives importantes. En 24 matchs des séries, il inscrit alors 13 points et il reçoit le trophée pour le joueur le plus sympathique selon la presse locale de Pittsburgh, trophée homonyme d'Aldege « Baz » Bastien, directeur des Penguins entre 1977 et 1983, le  « "Baz" Bastien Memorial - Good Guy Award ». À la suite de la victoire de son équipe, il dédicace le parcours de l'équipe à John Cullen lors de l'interview de fin de match. Cullen est un joueur qui a démarré la saison avec l'équipe, mais a été échangé au mois de février pour faire venir Ron Francis et Ulf Samuelsson dans l'effectif
Lors de la fête de célébration de la victoire des Penguins, il est à la base d'un bain de la coupe dans la piscine de Mario Lemieux. Décidé à mettre l'ambiance, il plonge dans la piscine avec la Coupe Stanley et quatre joueurs seront nécessaires pour sortir la Coupe de l'eau. Quelques jours après cet incident, Bourque emmènant la Coupe chez lui, se rend compte qu'elle a un peu de jeu dans son pied. Il la répare donc et en profite pour y inscrire l'inscription suivante : Phil Bourque, Pittsburgh Penguins, 90-91, Enjoy it!.
L'équipe 1991-1992 remporte une nouvelle fois la Coupe Stanley en battant les Blackhawks de Chicago, à l'issue de la saison 1991-1992. Bourque connaît une saison un peu moins bonne avec seulement 10 buts en saison régulière mais sa présence sur la glace permet tout de même à son équipe à remporter le trophée le plus convoité de la LNH. Avec Troy Loney, ils remportent « The Edward J. DeBartolo Community Service Award », trophée remis au joueur qui participe le plus à la vie extra sportive et caritative de la ville de Pittsburgh.

### Fin de carrière dans la LNH
En août 1992, il est agent libre et signe un contrat avec les Rangers de New York. Ces derniers ne parviennent pas à se qualifier pour les séries éliminatoires à l'issue de la saison 1992-1993. Il commence la saison suivante avec les Rangers mais peu utilisé par l'entraîneur de l'équipe, il est envoyé le 21 mars 1994 aux Sénateurs d'Ottawa en retour de considérations futures. Les Rangers finissent la saison en tant que champion de la Coupe mais sans Bourque. Au cours de cette saison, il joue moins de 40 matchs.
Cette année-là, il connaît malgré tout sa première et dernière sélection pour jouer le championnat du monde avec l'équipe des États-Unis. Il joue les huit matchs de son équipe nationale mais ne peut rien faire pour éviter la déroute de son équipe en demi-finale, 8-0 contre les Finlandais, puis lors de la petite finale pour la médaille de bronze, 7-2 contre la Suède.
Avant le début de la saison 1994-1995, il manque de peu de mourir alors qu'au mois d'août, il fait de l'escalade dans la région du Lac Powell. Il subit des blessures au visage mais a également des vertèbres du cou fracturées. La saison est écourtée, ne commence que le 11 janvier 1995 et il ne joue qu'une quarantaine de matchs cette saison pour sept points, les Sénateurs manquant les séries.
Lors de la saison suivante, il ne joue qu'une douzaine de matchs dans la LNH et passe le plus clair de son temps dans la Ligue internationale de hockey en jouant pour les Vipers de Détroit. L'équipe finit à la seconde place de la division Centrale de la LIH et passe le premier tour des séries de la Coupe Turner. Ils perdent au second tour en sept matchs contre les Solar Bears d'Orlando, futurs finalistes perdant des séries.
En 1996-1997, il rejoint les Wolves de Chicago de la LIH, troisièmes de leur division, la division midwest. L'équipe perd au premier tour des séries en 4 matchs secs contre les Dragons de San Antonio alors que son ancienne équipe remporte la Coupe Turner.

### Fin de carrière en Europe et reconversion
Il joue ses derniers matchs en tant que professionnels en Amérique du Nord en 1997 et finalement quitte le continent pour rejoindre l'Europe. Il signe ainsi dans le championnat d'Allemagne pour l'équipe de Starbulls Rosenheim dans la Deutsche Eishockey Liga. La nouvelle équipe de Bourque termine la saison régulière à la quinzième place avant-dernière place théorique mais vrai dernière place en raison de la disqualification du club de Kaufbeuren en novembre. L'équipe termine également à la dernière place de la seconde phase.
En 1998, il rejoint le club de Hamburg Crocodiles en seconde division, la Bundesliga. Ils finissent à la quatorzième place de la première phase et doivent alors jouer une seconde phase pour la relégation. Cette seconde phase se passe également mal et l'équipe termine à la sixième place de la poule de relégation. Hambourg profite tout de même d'abandons d'autres équipes pour finalement rester en seconde division pour 1999-2000.
Sixième puis septième des deux phases de la nouvelle saison, l'équipe de Bourque se qualifie pour les séries de la seconde division d'Allemagne — championnat qui pote désormais le nom de 2. Bundesliga. L'équipe perd au premier tour des séries en trois matchs secs.
En octobre 2003, Bourque rejoint l'équipe des commentateurs radio des Penguins aux côtés de Mike Lange, commentateur historique des Penguins.

## Statistiques

### Statistiques en club
| Saison     | Équipe                  | Ligue         |     | Saison régulière | Saison régulière | Saison régulière | Saison régulière | Saison régulière |    | Séries éliminatoires | Séries éliminatoires | Séries éliminatoires | Séries éliminatoires | Séries éliminatoires |
| Saison     | Équipe                  | Ligue         | PJ  | B                | A                | Pts              | Pun              | PJ               | B  | A                    | Pts                  | Pun                  |                      |                      |
| 1980-1981  | Canadians de Kingston   | LHO           | 47  | 4                | 4                | 8                | 46               |                  |    |                      |                      |                      |                      |                      |
| 1981-1982  | Canadians de Kingston   | LHO           | 67  | 11               | 40               | 51               | 111              | 4                | 0  | 0                    | 0                    | 0                    |                      |                      |
| 1982-1983  | Skipjacks de Baltimore  | LAH           | 65  | 1                | 15               | 16               | 93               |                  |    |                      |                      |                      |                      |                      |
| 1983-1984  | Skipjacks de Baltimore  | LAH           | 58  | 5                | 17               | 22               | 96               |                  |    |                      |                      |                      |                      |                      |
| 1983-1984  | Penguins de Pittsburgh  | LNH           | 5   | 0                | 1                | 1                | 12               |                  |    |                      |                      |                      |                      |                      |
| 1984-1985  | Skipjacks de Baltimore  | LAH           | 79  | 6                | 15               | 21               | 164              | 13               | 2  | 5                    | 7                    | 23                   |                      |                      |
| 1985-1986  | Skipjacks de Baltimore  | LAH           | 74  | 8                | 18               | 26               | 226              |                  |    |                      |                      |                      |                      |                      |
| 1985-1986  | Penguins de Pittsburgh  | LNH           | 4   | 0                | 0                | 0                | 2                |                  |    |                      |                      |                      |                      |                      |
| 1986-1987  | Skipjacks de Baltimore  | LAH           | 49  | 15               | 16               | 31               | 183              |                  |    |                      |                      |                      |                      |                      |
| 1986-1987  | Penguins de Pittsburgh  | LNH           | 22  | 2                | 3                | 5                | 32               |                  |    |                      |                      |                      |                      |                      |
| 1987-1988  | Lumberjacks de Muskegon | LIH           | 52  | 16               | 36               | 52               | 66               | 6                | 1  | 2                    | 3                    | 16                   |                      |                      |
| 1987-1988  | Penguins de Pittsburgh  | LNH           | 21  | 4                | 12               | 16               | 20               |                  |    |                      |                      |                      |                      |                      |
| 1988-1989  | Penguins de Pittsburgh  | LNH           | 80  | 17               | 26               | 43               | 97               | 11               | 4  | 1                    | 5                    | 66                   |                      |                      |
| 1989-1990  | Penguins de Pittsburgh  | LNH           | 76  | 22               | 17               | 39               | 108              |                  |    |                      |                      |                      |                      |                      |
| 1990-1991  | Penguins de Pittsburgh  | LNH           | 78  | 20               | 14               | 34               | 106              | 24               | 6  | 7                    | 13                   | 16                   |                      |                      |
| 1991-1992  | Penguins de Pittsburgh  | LNH           | 58  | 10               | 16               | 26               | 58               | 21               | 3  | 4                    | 7                    | 25                   |                      |                      |
| 1992-1993  | Rangers de New York     | LNH           | 55  | 6                | 14               | 20               | 39               |                  |    |                      |                      |                      |                      |                      |
| 1993-1994  | Rangers de New York     | LNH           | 16  | 0                | 1                | 1                | 8                |                  |    |                      |                      |                      |                      |                      |
| 1993-1994  | Sénateurs d'Ottawa      | LNH           | 11  | 2                | 3                | 5                | 0                |                  |    |                      |                      |                      |                      |                      |
| 1994-1995  | Sénateurs d'Ottawa      | LNH           | 38  | 4                | 3                | 7                | 20               |                  |    |                      |                      |                      |                      |                      |
| 1995-1996  | Vipers de Détroit       | LIH           | 36  | 4                | 13               | 17               | 70               | 10               | 1  | 3                    | 4                    | 10                   |                      |                      |
| 1995-1996  | Sénateurs d'Ottawa      | LNH           | 13  | 1                | 1                | 2                | 14               |                  |    |                      |                      |                      |                      |                      |
| 1996-1997  | Wolves de Chicago       | LIH           | 77  | 7                | 14               | 21               | 50               | 4                | 0  | 2                    | 2                    | 2                    |                      |                      |
| 1997-1998  | Starbulls Rosenheim     | DEL           | 40  | 4                | 7                | 11               | 60               |                  |    |                      |                      |                      |                      |                      |
| 1998-1999  | Hamburg Crocodiles      | Bundesliga    | 35  | 8                | 20               | 28               | 98               |                  |    |                      |                      |                      |                      |                      |
| 1999-2000  | Hamburg Crocodiles      | 2. Bundesliga | 36  | 1                | 7                | 8                | 57               |                  |    |                      |                      |                      |                      |                      |
| Totaux LNH | Totaux LNH              | Totaux LNH    | 477 | 88               | 111              | 199              | 516              | 56               | 13 | 12                   | 25                   | 107                  |                      |                      |

### Statistiques en équipe nationale
| Année | Compétition          |   | PJ | B | A | Pts | Pun             |  | Résultats |
| 1994  | Championnat du monde | 8 | 0  | 1 | 1 | 6   | Quatrième place |  |           |

## Trophées et honneurs
- Trophées de la Ligue internationale de hockey
  - Trophée des gouverneurs du meilleurs défenseurs — 1987-1988
  - Sélectionné dans l'équipe type de la saison — 1987-1988
- Trophées des Penguins de Pittsburgh
- - « Masterton Nominee - Comeback Player Award » — 1988-1989
  - « "Baz" Bastien Memorial - Good Guy Award » — 1990-1991
  - « The Edward J. DeBartolo Community Service Award » — 1991-1992